# Paramecocnemis stilla-cruoris
Paramecocnemis stilla-cruoris is een libellensoort uit de familie van de Breedscheenjuffers (Platycnemididae), onderorde juffers (Zygoptera).
Paramecocnemis stilla-cruoris is in 1956 voor het eerst wetenschappelijk beschreven door Lieftinck.